# Gurania sararensis
Gurania sararensis är en gurkväxtart som beskrevs av José Cuatrecasas. Gurania sararensis ingår i släktet Gurania och familjen gurkväxter. Inga underarter finns listade i Catalogue of Life.